# Великие Ламзаки
Великие Ламзаки (укр. Великі Ламзаки) — село, относится к Лиманскому району Одесской области Украины.
Население по переписи 2001 года составляло 63 человека. Почтовый индекс — 67522. Телефонный код — 4855. Занимает площадь 0,23 км². Код КОАТУУ — 5122786902.

## Местный совет
67522, Одесская обл., Лиманский р-н, с. Старые Шомполы, ул. Центральная, 13